# Cubofuturismo

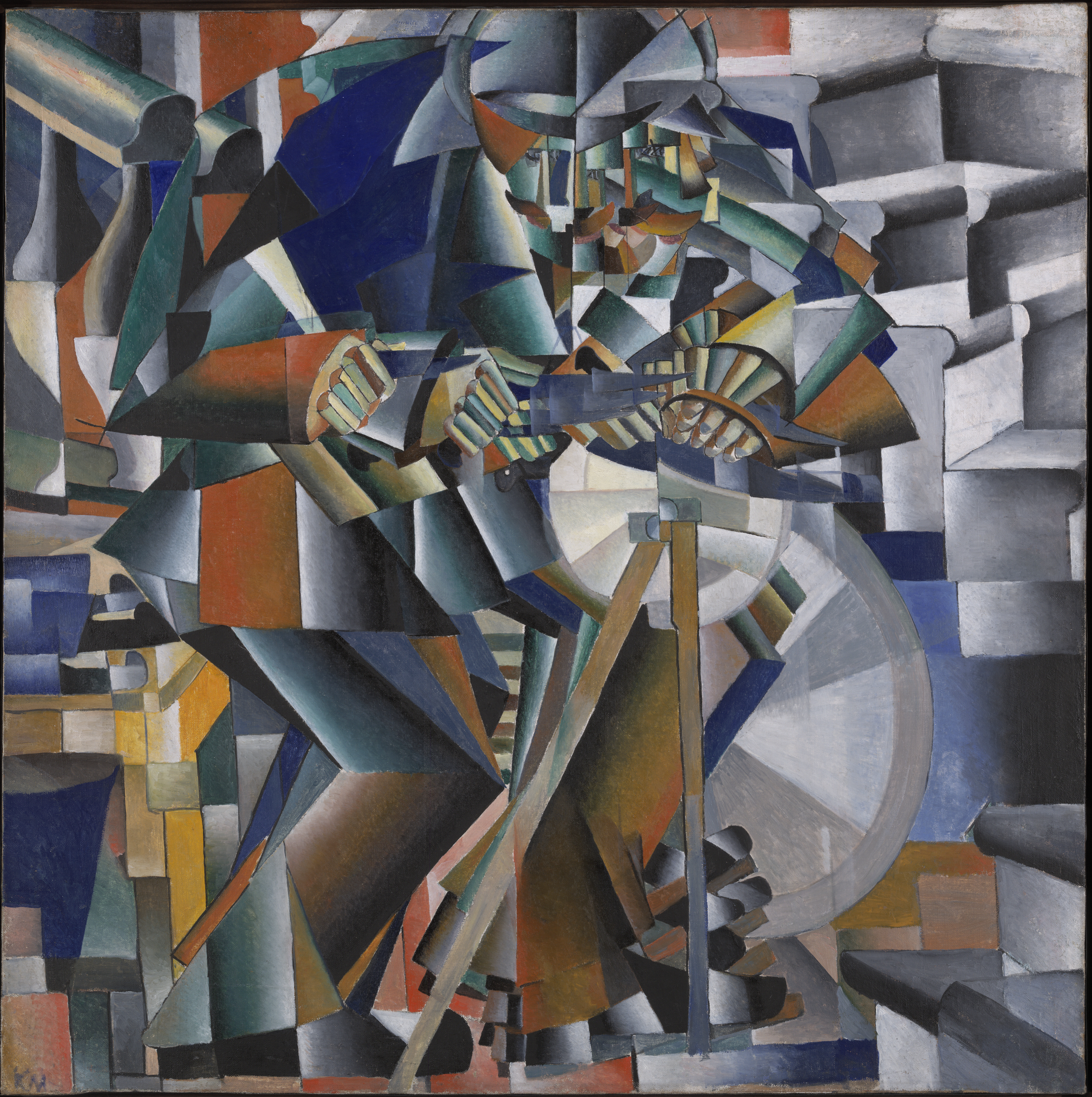
Kazimir Malévich, El Molinillo de Cuchillo (Principio de Glittering), 1913, óleo sobre lienzo, 79.5 x 79.5 cm, Yale Galería de Arte Universitario

El cubo-futurismo (también llamado ruso-futurismo o Kubo-Futurizm) fue un movimiento artístico que surgió a principios del siglo XX en Rusia, definido por su fusión de los elementos artísticos del futurismo italiano y el cubismo analítico francés, que se convirtió en la principal escuela de pintura y escultura practicada por los futuristas rusos.
En 1913 el término primero describió obras de miembros del grupo de poesía 'Hylaeans', mientras se alejaban del simbolismo poético hacia el futurismo y el zaum, la experimental "poesía visual y sonora de Kruchenykh y Khlebninkov ". Más tarde en el mismo año, el concepto y el estilo del 'cubo-Futurismo' se convirtió en sinónimo de las obras de artistas dentro de los círculos de vanguardia posrevolucionarios rusos al interrogar al arte no representativo a través de la fragmentación y el desplazamiento de formas tradicionales, líneas, puntos de vista, colores y texturas dentro de sus piezas. Su impacto se sintió en las sociedades de artes escénicas, con pintores y poetas cubo-futuristas que colaboraron en obras de teatro, cine y ballet que tenían como objetivo romper las convenciones teatrales mediante el uso de la poesía zaum sin sentido, el énfasis en la improvisación y el fomento de la participación de la audiencia (un ejemplo es la tragedia satírica futurista de 1913 Vladimir Mayakovsky). 
La coexistencia de estos diferentes aspectos de la práctica artística dentro del cubo-futurismo refleja una preocupación ideológica con la renovación y la deconstrucción colectiva (una noción nacida de su contexto posrevolucionario) con cada poeta o pintor libre para crear su propia conciencia estética basada en el concepto de revolución y acción colectiva a través de la reinterpretación de tradiciones artísticas y sociales.

## Antecedentes

### Importancia del contexto
En el contexto de la Rusia zarista tardía , la sociedad estaba profundamente dividida por la clase social. La industrialización, el desarrollo, el crecimiento económico y la urbanización rusos se quedaron muy por detrás de otras naciones occidentales, con el país experimentando altos niveles de analfabetismo, atención médica deficiente y luchando con las limitaciones de poca comunicación masiva fuera de las grandes ciudades. Mirando hacia afuera a las realidades de los países vecinos, los artistas que luego se convertirían en miembros del movimiento cubo-futurista notaron los impactos de la floreciente Edad de la Máquina en la vida cotidiana, reconociendo la belleza, el dinamismo y la energía de la máquina utilitaria. Estética que conduce a un renovado interés en la modernización tecnológica dentro del arte, la poesía y la vida. Activo en los círculos artísticos rusos, Aleksandr Shevchenko (1883-1948), nacido en Ucrania, se hizo eco de este sentimiento cuando, en 1913, declaró: 

"el mundo se ha transformado en una máquina única, monstruosa, fantástica y en constante movimiento, en una sola enorme organismo automático no animal ... [esto] no puede evitar reflejarse en nuestro pensamiento y en nuestra vida espiritual: en el arte ".

El "culto a la máquina" se convirtió en un concepto cada vez más utópico dentro de los círculos cubo-futuristas, con artistas que perciben el fenómeno idílico de la producción de máquinas como la "creación proletaria" más importante debido a su capacidad para ayudar a construir una vida colectiva y equitativa para todas las personas independientemente de la clase. Esta concepción ideológica de la perfección utópica a través de la maquinaria impactó significativamente los elementos estilísticos del movimiento cubo-futurista, influenciando a los artistas a experimentar con abstracción pura, formas geométricas, líneas y planos ásperos, y la deconstrucción de formas orgánicas en estructuras poderosas infundidas con el simbolismo de la máquina.

### Impacto de los coleccionistas de arte ruso
A principios del siglo XX, en Rusia existían profundas divisiones sociales, con unas clases políticas del país formando un pequeño grupo de élite de aristócratas y hombres de negocios. Con acceso a mercados y distribuidores internacionales de arte, consiguieron reunir un número significativo de obras maestras europeas de principios del siglo XX para sus propias colecciones personales. Los coleccionistas y mecenas, Sergei Shchukin (1854-1936) e Ivan Morozov (1871-1921), prestaron especial atención a los impresionistas, postimpresionistas, fauvistas, cubistas y futuristas. Arte de toda Europa acumulado en una gran selección de obras trascendentales y, en consecuencia, dieron a conocer a los artistas locales rusos, los movimientos, técnicas y estilos artísticos populares en todo el continente. La colección de Shchukin incluían un número considerable de obras de Picasso, Matisse, Cézanne, Monet y Gauguin, permitiendo así a los artistas de San Petersburgo y Moscú descubrir las obras de arte cubista y futurista que influirían más tarde, el desarrollo del movimiento cubofuturista. 

### Impacto delManifiesto futurista
Mientras que el cubo-futurismo fue nombrado e identificado por primera vez en 1913, el movimiento se remonta a una congregación de artistas rusos que se llamaron ' Soyuz Molodyozhi ' ('Unión de la Juventud') en 1910. El grupo fue reunido por el poeta y pintor ucraniano, David Burliuk (1882-1967) bajo el nombre de 'budetlyane' (una interpretación rusa del término occidental 'futuristas'), inspirado en el Manifiesto futurista de 1909 del italiano Filippo Tommaso Marinetti, cuyo trabajo propuso la necesidad de que los creativos (por ejemplo, artistas y escritores) abandonen el pasado moviéndose hacia la utilización del lenguaje estético de la maquinaria, la industrialización, la vida urbana y el diseño utilitario. Para este y los que lo siguieron, el movimiento futurista representaba la libertad, la colectividad, la perfección y el rejuvenecimiento social. 
Influenciado por el Manifiesto futurista, la estética de la dislocación y la fragmentación se convirtió en el vocabulario de los cubo-futuristas en su intento de interrogar el incansable y repetitivo dinamismo de la tecnología, y resaltar sus fantasías de una utópica modernidad mecánica. Los cubo-futuristas combinaron el espíritu modernista y cosmopolita del futurismo de Marinetti con las características estéticas del cubismo analítico (por ejemplo, formas abstractas, planitud, fragmentación, formas geométricas, colores apagados y oscuros, combinación de varios puntos de vista) para crear su propio arte didáctico. forma diseñada para mostrar el enfoque revolucionario de la comunidad artística. 

## Historia

### Origen del término
El término cubo-futurismo apareció por primera vez en una conferencia en 1913, originalmente para referirse a los poetas que pertenecían al grupo literario de David y Vladimir Burliuk, "Hylaea", también deletreaba "Guilée"  y "Gylea".  Este término fue acuñado por Korney Chukovsky (1882-1969), un crítico de arte ruso, en referencia al trabajo de Vladimir Mayakovsky, Aleksey Kruchonykh, Velimir Khlebnikov, Benedict Livshits y Vasily Kamensky, miembros del grupo Hylaea. Fue solo después de que los poetas antes mencionados comenzaron a mostrar un comportamiento público impactante (por ejemplo, vistiendo ropas absurdas), cuando los escritores y el movimiento en general comenzaron a llamarse simplemente "futurismo ruso".  Como resultado, el cubo-futurismo comenzó a referirse a los artistas que fueron influenciados por el cubismo y el futurismo, aunque ambos términos siguen siendo intercambiables.

### Desarrollo del Movimiento
Gracias a la tecnología moderna (transporte y telegrafía, por ejemplo) y la experiencia de los artistas de otros países, los creativos en Rusia sabían mucho sobre los eventos de vanguardia en Europa. El cubo-futurismo como estilo artístico comenzaría a tomar su forma completa en los años 1912 a 1913, aunque el estilo de poesía terminó cuando el futurismo ruso también se desvaneció.
Uno de los primeros pintores importantes en convertirse en cubo-futurista sería Kazimir Malevich, quien entró en su fase cubo-futurista en 1912-13; él calificó las obras que exhibió en las exhibiciones Donkey's Tail de 1912 y Target de 1913 como cubo-futurista. Para Malevich, el cubo-futurismo sería especialmente importante, ya que simbolizaba la conexión entre la quietud del cubismo convencional y el dinamismo inherente al futurismo. En lugar de simplemente seguir el ejemplo de pintar escenas industriales, ambientadas por los futuristas en Italia, o de pintar en colores bastante planos, ambientadas por los cubistas en Francia, colocó temas pesados de las zonas rurales rusas en su trabajo. Por lo tanto, esto llevó a sus pinturas de la vida tradicional del pueblo en un brillante y yuxtapuesto estilo vanguardista. Un ejemplo de su trabajo cubo-futurista es The Knifegrinder, pintado alrededor de 1912-1913.
Natalia Goncharova entró en su etapa futurista alrededor de 1912 a 1913; pronto, las influencias cubo-futuristas se hicieron evidentes en su trabajo. Esto no fue, para ella, un cambio dramático en su estilo anterior de pintura. En 1913, se realizó una exposición de su último trabajo en una galería de arte rusa, que recibió una gran variedad de respuestas. Mikhail Larionov hizo lo mismo en la última tendencia de vanguardia, al publicar dos manifiestos sobre su nuevo movimiento artístico y el de Goncharova, el rayonismo, que se inspiró en el cubo-futurismo. 
Surgieron otros artistas cubo-futuristas, por ejemplo Aleksandra Ekster, quien estuvo involucrada en el diseño del escenario futurista ruso, y Lyubov Popova, quien había aprendido del cubismo durante su estancia en París en 1912, y pintó en estilo cubo-futurista de 1913 a 1914. El movimiento en Rusia fue notable por tener un gran porcentaje de mujeres pintores, en contraste con el movimiento en Italia. 
Los cubo-futuristas, tanto poetas como artistas, también fueron notables por sus curiosas actividades, tanto públicas como artísticas: Mayakovsky llevaba una chaqueta amarilla brillante, Ilia Zdanevich ("Iliazd") y Burliuk pintaban en sus rostros, y algunos de los pintores adjuntaban objetos sobre sus lienzos, de manera tal que precedieron al movimiento vanguardista Dada con sede en Zúrich, Berlín y París, que comenzaría unos años más tarde. 
En 1913, se completó la ópera Victoria sobre el sol, con prólogo de Khlebnikov, libreto de Kruchenykh y música de Mikhail Matyushin. El vestuario y escenografía fue de Malevich. Desde entonces, la ópera se ha destacado por protagonizar la primera aparición de su influyente pintura Black Square, como parte de un diseño para una cortina escénica. Al año siguiente, se publicó un libro futurista ruso: Tango con vacas, escrito por el poeta aviador Vasily Kamensky e ilustrado por los hermanos Burliuk.
Para 1914, los futuristas rusos (muchos de ellos cubo-futuristas) desarrollaron una hostilidad hacia los italianos. Cuando Marinetti realizó una gira de conferencias por Rusia en ese año, se encontró con una hostilidad general, contrario a la recepción positiva que tuvo en su gira anterior de 1910: Larionov tuvo, por ejemplo, una discusión seria con una figura cultural pro-Marinetti, el primero que desea saludarlo con huevos podridos y el segundo con flores, mientras que las pintores cubo-futuristas femeninas pueden haberse desanimado por la misoginia de Marinetti. Las relaciones empeoraron hasta tal punto que los futuristas rusos comenzaron a fingir las fechas de publicación de sus libros, como para afirmar que eran más tempranos y más futuristas que sus colegas en Italia. 
Los futuristas rusos también estaban disgustados con los Ego-futuristas, una asociación literaria rusa rival que había sido formada en 1911 por el poeta Igor Severyanin. Esta vez, los sentimientos negativos fueron en ambos sentidos: Severyanin desaprobó las actitudes de los cubo-futuristas, mientras que rechazaron a los ego-futuristas por ser impostores inmaduros e insípidos.

### Fin del movimiento
Para el año 1915, el cubismo y el futurismo comenzaron a agotarse para los pintores; sin embargo, en 1915, la primera exposición futurista de toda Rusia, llamada Tramway 5, se inauguró el 3 de marzo, y en 1916, se publicó otro libro cubo-futurista notable: Guerra Universal, de Aleksei Kruchenykh , quizás en colaboración con su esposa Olga Rozanova.
Se puede decir que el cubo-futurismo terminó con la Exposición 0,10 de 1915-1916; luego, la mayoría de los participantes del cubo-futurismo comenzaron a dirigir sus energías a otros estilos de escritura o pintura, por ejemplo, el nuevo movimiento de arte de Malevich, el suprematismo, que comenzó oficialmente en la Exposición 0,10, o con el constructivismo. 
Según el pintor futurista italiano Gino Severini, que conoció y escuchó relatos de primera mano de los pintores futuristas rusos Larionov, Ivan Puni y Kseniya Boguslavskaya, el movimiento terminó en 1916, aunque, según la Encyclopædia Britannica, el estilo continuó en uso hasta aproximadamente 1919. 

## Arte
Para los artistas cubo-futuristas, este movimiento representó un cambio en los valores estilísticos de una percepción de la pintura como un reflejo de su realidad actual en una representación del idealismo a través de representaciones de un futuro perfecto definido por la igualdad y una conciencia colectiva organizada. Un ejemplo de ello sería The Knife Grinder de 1912-13 de Kazimir Malevich (The Glittering Edge). El parpadeo de los colores metálicos reflectantes crea una representación dinámica del movimiento y la energía, que representa la "vibración mecánica y el ritmo dinámico" de la modernización a través de la industrialización y la armonía mecánica. El afilador de cuchillos es fundamental para la composición, camuflado dentro de las densas formas geométricas abstractas que lo rodean y lo rodean, invocando la idea de que el hombre se ha fusionado con la perfección mecánica de un sistema organizado gigante. Para Malevich y otros artistas del movimiento cubo-futurista, obras como esta actuaron como una metáfora social que destacaba el proceso de transformación, revolución, reconstrucción social y colectivismo proletariado que deseaban ver en el futuro de su sociedad, complejas formas geométricas abstractas y las representaciones de la sociedad mecánica perfeccionada destacan la naturaleza revolucionaria de su trabajo como: "solo el arte futurista se construye sobre principios colectivos ... Solo el arte futurista es, en la actualidad, 'el arte del proletariado'" como pintor y escultor Nathan Altman (1889-1970) declaró una vez. 
Los artistas cubo-futuristas son únicos en su independencia y autonomía de otros miembros del grupo. Los artistas no representativos que experimentaron con el cubo-futurismo, como Kandinsky, Larionov, Malevich y Tatlin, adoptaron los ideales distintivos y el trasfondo teórico del movimiento, pero siguieron su propio camino estético, representando así la libertad a la que se les dio a estos artistas. expresar sus propias percepciones de un mundo modernizado. 

### Artistas
Los siguientes artistas se han asociado con el cubo-futurismo: 
- Alexander Archipenko
- Vladimir Baranoff-Rossine
- Alexander Bogomazov
- Wladimir Burliuk
- Alexander afuera
- Natalia Goncharova
- Ivan Kliun
- Mikhail Larionov
- Lyubov Popova
- Olga Rozanov
- Sonia Terk
- Vasyl Yermylov
- Alberto Magnelli
- Vadym Meller
- Aristarkh Lentulov

### Escultura
La escultura era una subsección más pequeña del movimiento cubo-futurista. Influidos por el trabajo del escultor y pintor futurista italiano Umberto Boccioni, y las esculturas cubistas de Pablo Picasso, los artistas rusos comenzaron a experimentar con la combinación de los dos estilos, cubista y futurista, y dentro de sus esculturas expresaron su aversión por las tradiciones artísticas clásicas y tradicionales, lo que pone de relieve el interés característicamente cubo-futurista en la transformación, la innovación y el rejuvenecimiento. 
Los escultores cubo-futuristas incluyeron a Joseph Chaikov, Boris Korolev o Vera Mukhina, quienes enseñaron en la escuela de arte estatal soviética en Moscú, Vkhutemas.

## Literatura
Vladimir Mayakovsky y su musa, Lilya Brik.

### Poesía
Los poetas que experimentaron con los ideales cubo-futuristas presionaron la importancia de deconstruir las reglas y el significado de la poesía, atacando sistemáticamente a los poetas clásicos y simbolistas rusos previamente populares debido a su propensión a examinar ideas metafísicas y esotéricas que no resuenan con la población común. Los artistas cubo-futuristas tenían una pasión por la democratización de la poesía mediante el uso de lenguaje (y conceptos) caóticos y comunes que permitían la libertad de expresión e interpretación para la persona promedio. Al igual que los artistas del mismo movimiento, estos poetas estaban interesados en crear "palabras totalmente nuevas y una nueva forma de combinarlas", transformando y recreando la poesía en una forma literaria que representara sus ideas de un futuro modernizado.  poetas del movimiento cubo-futurista vieron la escritura como un "laboratorio o taller" para renovar el lenguaje y la literatura, diseccionar palabras y generar neologismos para cambiar la comprensión contemporánea de la poesía para mostrar su interés en la revolución y la modernidad. Esta práctica se conoce como 'poesía transracional' (o zaum) Los artistas de la pureza y el dinamismo de este movimiento encontraron en la mecanización y la tecnología, los cubo-futuristas literarios encontraron en la poesía transracional, con esta experimentación poética que luego se desarrolló para involucrar la deconstrucción del lenguaje a formas onomateopéicas. Un ejemplo de esto son las pinturas sonoras de Velimir Khlebnikov en su obra Zangezi. Otros poetas de este movimiento también utilizaron métodos poco ortodoxos durante sus recitales de poesía pública, como caras pintadas, payasos públicos y ropa extravagante para llamar la atención sobre su trabajo y resaltar su experimentación futurista.

### Teatro
La introducción de teorías e ideologías cubo-futuristas en el ámbito de la producción teatral se produjo con un escándalo generalizado entre los miembros de la sociedad rusa de principios de siglo. Similar a aquellos que se involucraron con el cubo-futurismo dentro del mundo del arte, los individuos dentro de la comunidad teatral utilizaron la ideología característica del movimiento de renovación cultural, transformación y revolución dentro de sus obras, expandiendo el futurismo desde el ámbito literario y artístico hasta el teatro. En julio de 1913, una colección de poetas y artistas del movimiento cubo-futurista se reunieron para una reunión titulada Pervyi vserossiiskii sezd Baiachei Budushchego poetov futuristov (En primer lugar, el Congreso ruso de los bardos del futuro [Los poetas futuristas]), estableciendo que el grupo crearía un "nuevo teatro" futurista "que sería dirigido por su propio colectivo y" transformaría el teatro ruso "en un arte moderno. Los cubo-futuristas emplearon un estilo más agresivo dentro de sus actuaciones, haciendo uso del juego de arte-azione (arte en acción), lenguaje provocativo o ininteligible, improvisación e imprevisibilidad. Como declaró Roman Jakobson (1896-1982): "Las tardes de los futuristas trajeron ... al público ... La reacción del público fue variada: muchos vinieron por el escándalo, pero un amplio segmento del público estudiantil aguardaba el nuevo arte, quería el nuevo mundo". 

## Efectos del cubo-futurismo
El cubo-futurismo fue increíblemente significativo en el desarrollo de estilos artísticos como el rayismo, el suprematismo y el constructivismo, con el movimiento actuando como una fase de transición entre obras objetivas, figurativas y arte abstracto radical no objetivo, no representativo. El movimiento dio a los artistas la libertad de comprometerse con las limitaciones de la representación y la subjetividad, y experimentar con formas geométricas y formas fragmentadas para transmitir un movimiento y dinamismo que reflejara sus intentos de reconstruir las comprensiones de su mundo y su arte. El cubo-futurismo actuó como el punto de partida para los artistas Mikhail Larionov (1881-1964) y Natalia Goncharova para desarrollar el rayismo (también llamado rayonismo), uno de los primeros estilos artísticos rusos no objetivos.
Fue el rayonismo o, una vez más, el cubismo y el futurismo  (o una mezcla de los tres) lo que luego influyó en Kazimir Malevich para crear el suprematismo, un modo de arte que ahora se considera uno de los más modernos. movimientos del siglo XX.